# First National Bank Building (Stephenville)
Le First National Bank Building est un bâtiment bancaire américain situé à Stephenville, au Texas. Recorded Texas Historic Landmark depuis 1994, il est inscrit au Registre national des lieux historiques depuis le 21 juillet 2015. C'est en outre une propriété contributrice au district historique de Stephenville Downtown depuis le 23 avril 2018.